# 蒙图瓦约
蒙图瓦约（法語：Montoillot，法語發音：[mɔ̃twajo]）是法国科多尔省的一个市镇，位于该省中部，属于第戎区和乌什河与山岳市镇公共社区。 

## 地理
蒙图瓦约（47°16'11"N, 4°39'25"E）面积7.71 平方千米，位于法国勃艮第-弗朗什-孔泰大區科多尔省，该省份为法国中东部省份，北起奥布省，西接涅夫勒省和约讷省，南至索恩-卢瓦尔省，东南接汝拉省，东临上索恩省，东北部与上马恩省接壤。
与蒙图瓦约接壤的市镇（或旧市镇、城区）包括：欧比尼莱松贝农、科马兰、瑟马雷、乌什河畔拉比西耶尔、埃沙奈。

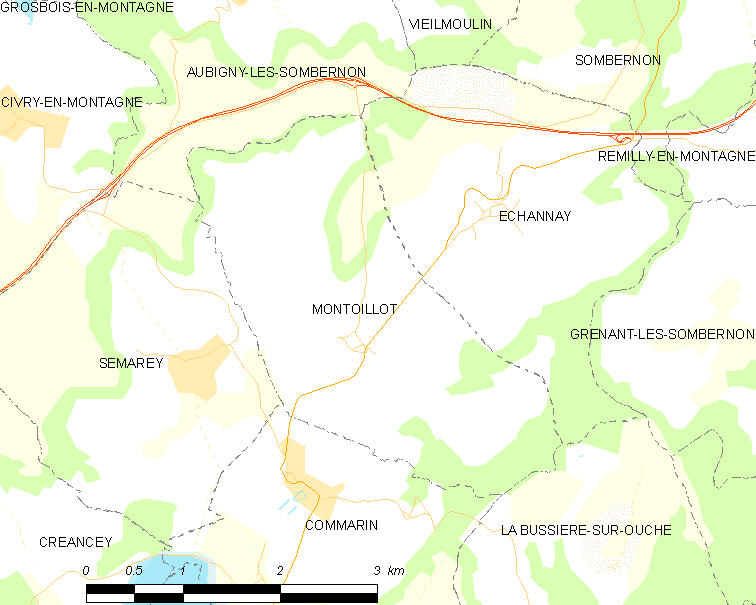
蒙图瓦约的OSM定位图

蒙图瓦约的时区为UTC+01:00、UTC+02:00（夏令时）。

## 行政
蒙图瓦约的邮政编码为21540，INSEE市镇编码为21439。

## 政治
蒙图瓦约所属的省级选区为塔朗县。

## 人口

1962-2008年间蒙图瓦约人口变化图示

蒙图瓦约于2022年1月1日时的人口数量为94人。